# حكومة ملوني
حكومة ملوني (بالإيطالية: Governo Meloni)‏ أو حكومة جورجا ملوني (بالإيطالية: Governo Giorgia Meloni)‏؛ هي الحكومة الـ68 في تاريخ الجمهورية الإيطالية، تشكلت في 21 أكتوبر 2022 برئاسة وزيرة الشباب السابقة ورئيسة حزب إخوة إيطاليا، جورجا ملوني، لتصبح أول امرأة تشغل منصب رئيس وزراء إيطاليا. أدت الحكومة اليمين الدستورية رسميًا في اليوم التالي لتشكيلها. تشكلت الحكومة بتحالف سياسي يميني ثلاثي ضم أحزاب: إخوة إيطاليا وليغا وفورزا إيطاليا.

## التحالف الحاكم
- إخوة إيطاليا
- ليغا
- فورزا إيطاليا

## مجلس الوزراء
تشكلت الحكومة برئاسة جورجا ملوني على النحو التالي:
نواب رئيسة الوزراء:
- أنتونيو تاجاني
- ماتيو سالفيني

الوزراء:
- أنتونيو تاجاني
- Piantedosi
- Nordio
- Crosetto
- Giorgetti
- Urso
- Lollobrigida
- Pichetto Fratin  [لغات أخرى]‏
- ماتيو سالفيني
- Calderone
- Valditara
- Bernini
- Sangiuliano
- Schillaci
- دانييلا سانتانشي
- Ciriani
- Zangrillo
- Calderoli
- Musumeci
- Roccella
- رافاييل فيتو
- أليساندرا لوكاتيلي
- Abodi
- Casellati